# Syntrophococcus
Syntrophococcus es un género de bacterias de la familia Lachnospiraceae. Actualmente (2023) sólo contiene una especie: Syntrophococcus sucromutans. Fue descrita en el año 1986. Su etimología hace referencia a coco que se alimenta junto a otra especie. El nombre de la especie hace referencia a convertidor de azúcar. Se describe como gramnegativa, aunque posiblemente sea grampositiva con pared delgada como otras bacterias de la misma familia. Es anaerobia estricta e inmóvil. Tiene forma de coco, de 1-1,3 μm de diámetro. Temperatura de crecimiento entre 30-44 °C, óptima entre 35-42 °C. Se ha aislado del rumen de ganado. También se encuentra en la microbiota en plantas de producción de biogás.